# Filmjahr 1901
Liste der Filmjahre

◄◄ | ◄ | 1897 | 1898 | 1899 | 1900 | Filmjahr 1901 | 1902 | 1903 | 1904 | 1905 | ► | ►►

Weitere Ereignisse

## Ereignisse
- Januar: Die Edison Manufacturing Company übersiedelt nach acht Jahren von der Black Maria in New Jersey in ein neues Filmstudio in Manhattan.

Der Film Die Geschichte eines Verbrechens (Histoire d’un crime) von Ferdinand Zecca gilt als erster Kriminalfilm.

## Geboren

### Januar bis März
- 10. Januar: Pauline Starke, US-amerikanische Schauspielerin († 1977)
- 14. Januar: Bebe Daniels, US-amerikanische Schauspielerin († 1971)
- 24. Januar: Michail Romm, russischer Regisseur und Drehbuchautor († 1971)
- 25. Januar: Mildred Dunnock, US-amerikanische Schauspielerin († 1991)

Willy Fritsch (* 27. Januar)

- 27. Januar: Willy Fritsch, deutscher Schauspieler († 1973)
- 29. Januar: Mary Eaton, US-amerikanische Schauspielerin und Tänzerin († 1948)

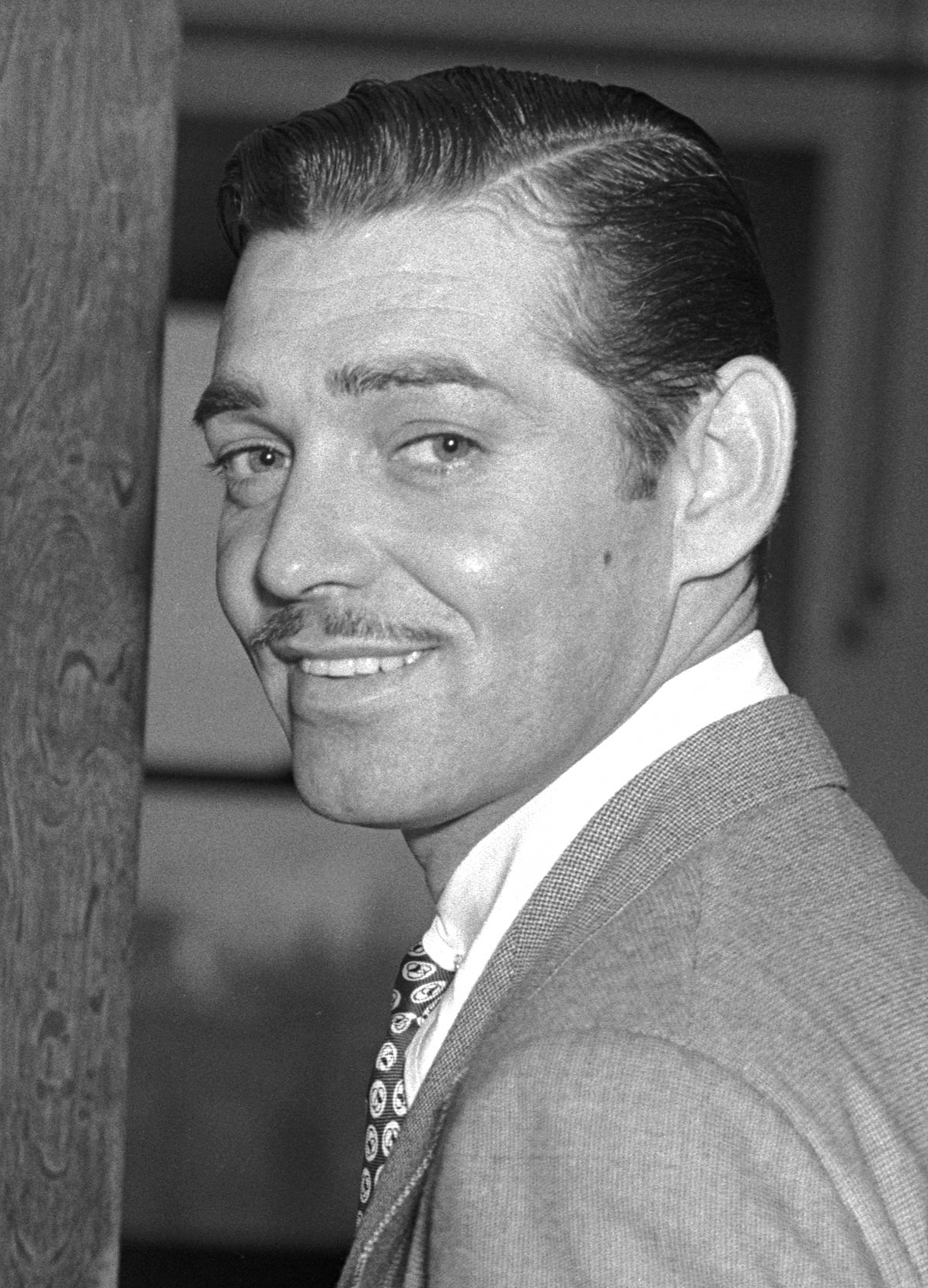
Clark Gable (* 1. Februar)

- 01. Februar: Clark Gable, US-amerikanischer Schauspieler († 1960)
- 09. Februar: Brian Donlevy, US-amerikanischer Schauspieler († 1972)
- 16. Februar: Chester Morris, US-amerikanischer Schauspieler († 1970)
- 22. Februar: Mildred Davis, US-amerikanische Schauspielerin († 1969)
- 22. Februar: Ken G. Hall, australischer Regisseur († 1994)
- 25. Februar: Zeppo Marx, Mitglied der Marx Brothers († 1979)

- 21. März: Erich Holder, deutscher Schauspieler, Produzent, Regisseur und Komponist († 1974)
- 24. März: Ub Iwerks, US-amerikanischer Trickfilmzeichner und -techniker († 1971)
- 24. März: Kim Peacock, britischer Schauspieler, Hörspielsprecher und Drehbuchautor († 1966)
- 27. März: Carl Barks, US-amerikanischer Illustrator und Schriftsteller († 2000)

### April bis Juni
- 05. April: Curt Bois, deutscher Schauspieler († 1991)
- 05. April: Melvyn Douglas, US-amerikanischer Schauspieler († 1981)
- 26. April: Harald Braun, deutscher Regisseur († 1960)

- 01. Mai: Heinz Roemheld, US-amerikanischer Komponist und Arrangeur († 1985)
- 03. Mai: Gino Cervi, italienischer Schauspieler († 1974)
- 03. Mai: Hugo Friedhofer, US-amerikanischer Komponist († 1981)

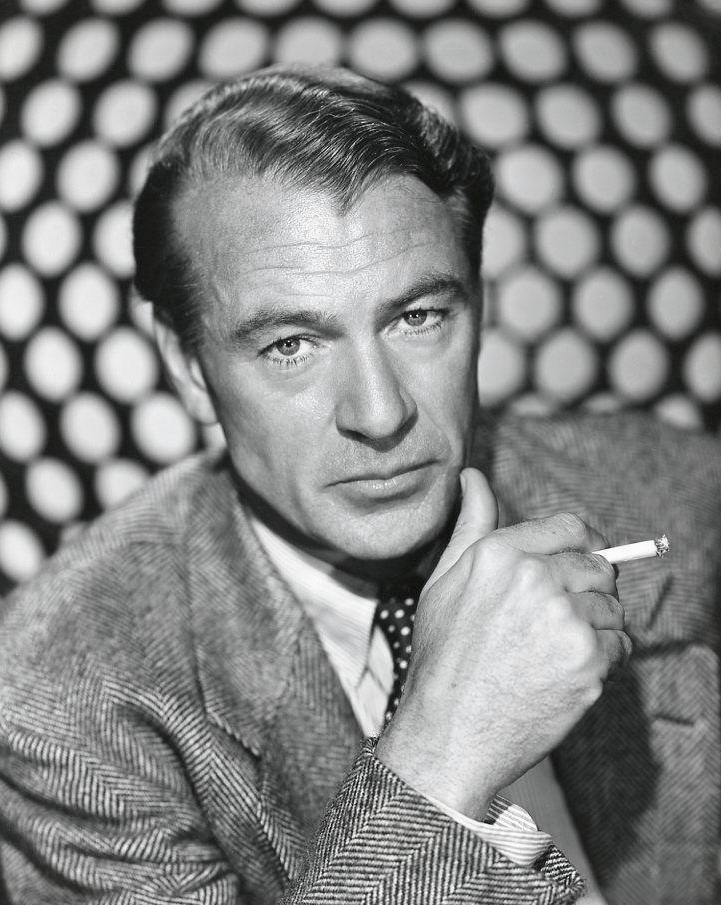
Gary Cooper (* 7. Mai)

- 07. Mai: Gary Cooper, US-amerikanischer Schauspieler († 1961)
- 15. Mai: Kurt Meister, deutscher Schauspieler, Regisseur, Autor und Hörspielsprecher († 1961)
- 21. Mai: Sam Jaffe, US-amerikanischer Produzent und Agent († 2000)

- 03. Juni: Maurice Evans, britischer Schauspieler († 1989)
- 10. Juni: Frederick Loewe, US-amerikanischer Komponist († 1988)
- 12. Juni: Clyde Geronimi, italienisch-US-amerikanischer Zeichentrickfilmregisseur († 1989)
- 14. Juni: Werner Hausmann, Schweizer Schauspieler, Fernsehmoderator, Autor, Hörspielregisseur und -sprecher († 1991)
- 15. Juni: Heinrich Jonen, deutscher Produzent († 1960)
- 22. Juni: Naunton Wayne, britischer Schauspieler († 1970)
- 23. Juni: Paul Verhoeven, deutscher Regisseur und Schauspieler († 1975)
- 29. Juni: Nelson Eddy, US-amerikanischer Schauspieler († 1967)
- 29. Juni: Frieda Inescort, britische Schauspielerin († 1976)

### Juli bis September
- 05. Juli: Harry J. Wild, US-amerikanischer Kameramann († 1961)
- 07. Juli: Gustav Knuth, deutscher Schauspieler († 1987)
- 07. Juli: János Székely, ungarischer Drehbuchautor († 1958)

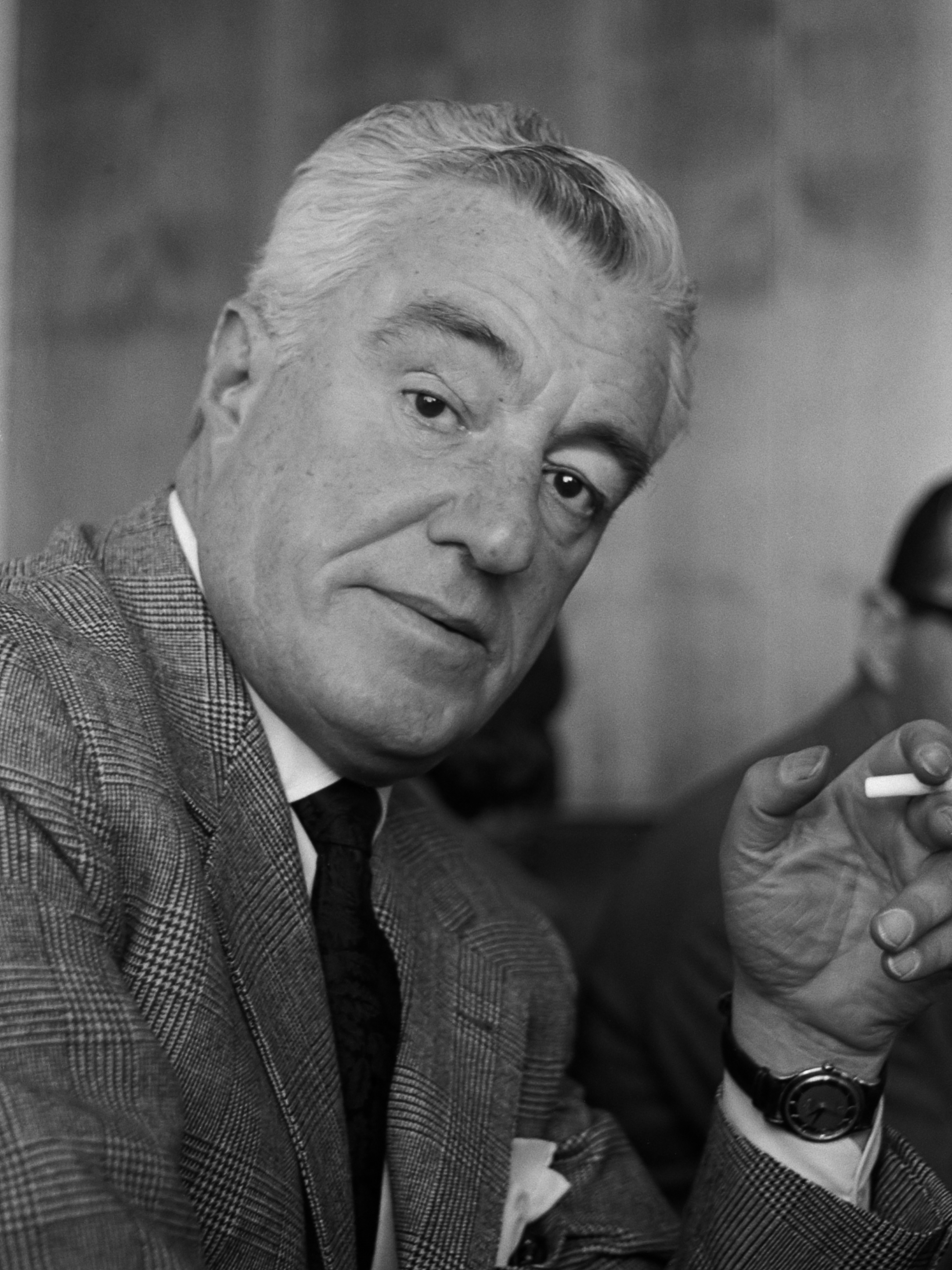
Vittorio De Sica (* 7. Juli)

- 07. Juli: Vittorio De Sica, italienischer Schauspieler und Regisseur († 1974)
- 12. Juli: Otto Meyer, US-amerikanischer Filmeditor († 1980)
- 14. Juli: George Tobias, US-amerikanischer Schauspieler († 1980)
- 16. Juli: Leon Shamroy, US-amerikanischer Kameramann († 1974)
- 21. Juli: Alberto Doria, italienischer Drehbuchautor und Regisseur († 1944)

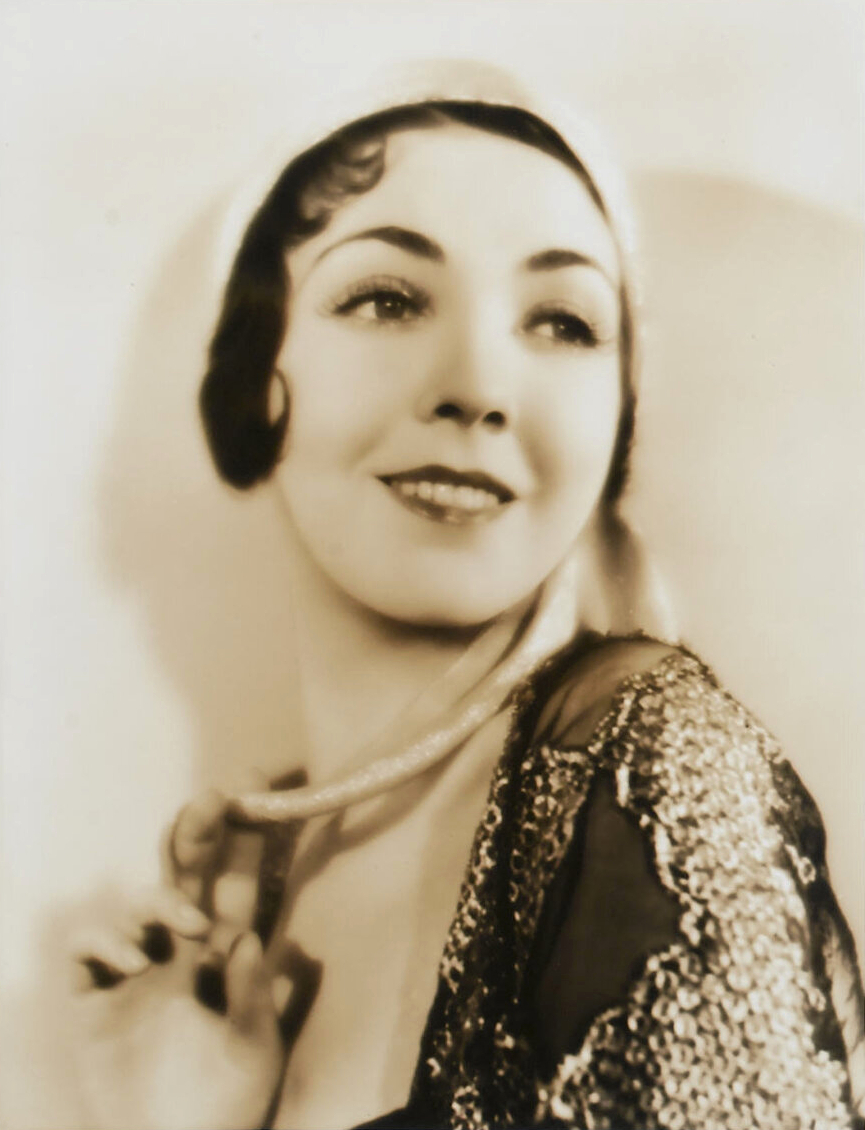
Lila Lee (* 25. Juli)

- 25. Juli: Lila Lee, US-amerikanische Schauspielerin († 1973)

- 03. August: Enrico Glori, italienischer Schauspieler († 1966)
- 04. August: Louis Armstrong, US-amerikanischer Jazz-Trompeter († 1971)
- 04. August: Willy Krause, deutscher Schauspieler († 1990)
- 06. August: Claude Autant-Lara, französischer Regisseur († 2000)
- 09. August: Charles Farrell, US-amerikanischer Schauspieler († 1990)
- 14. August: J. Peverell Marley, US-amerikanischer Kameramann († 1964)
- 23. August: William Hornbeck, US-amerikanischer Filmeditor († 1983)
- 30. August: Conrad Salinger, US-amerikanischer Komponist und Arrangeur († 1962)

- 05. September: Florence Eldridge, US-amerikanische Schauspielerin († 1988)
- 19. September: Joe Pasternak, US-amerikanischer Produzent († 1991)
- 25. September: Robert Bresson, französischer Regisseur († 1999)
- 26. September: Ferruccio Cerio, italienischer Drehbuchautor und Regisseur († 1963)
- 28. September: Kurt von Ruffin, deutscher Sänger und Schauspieler († 1996)

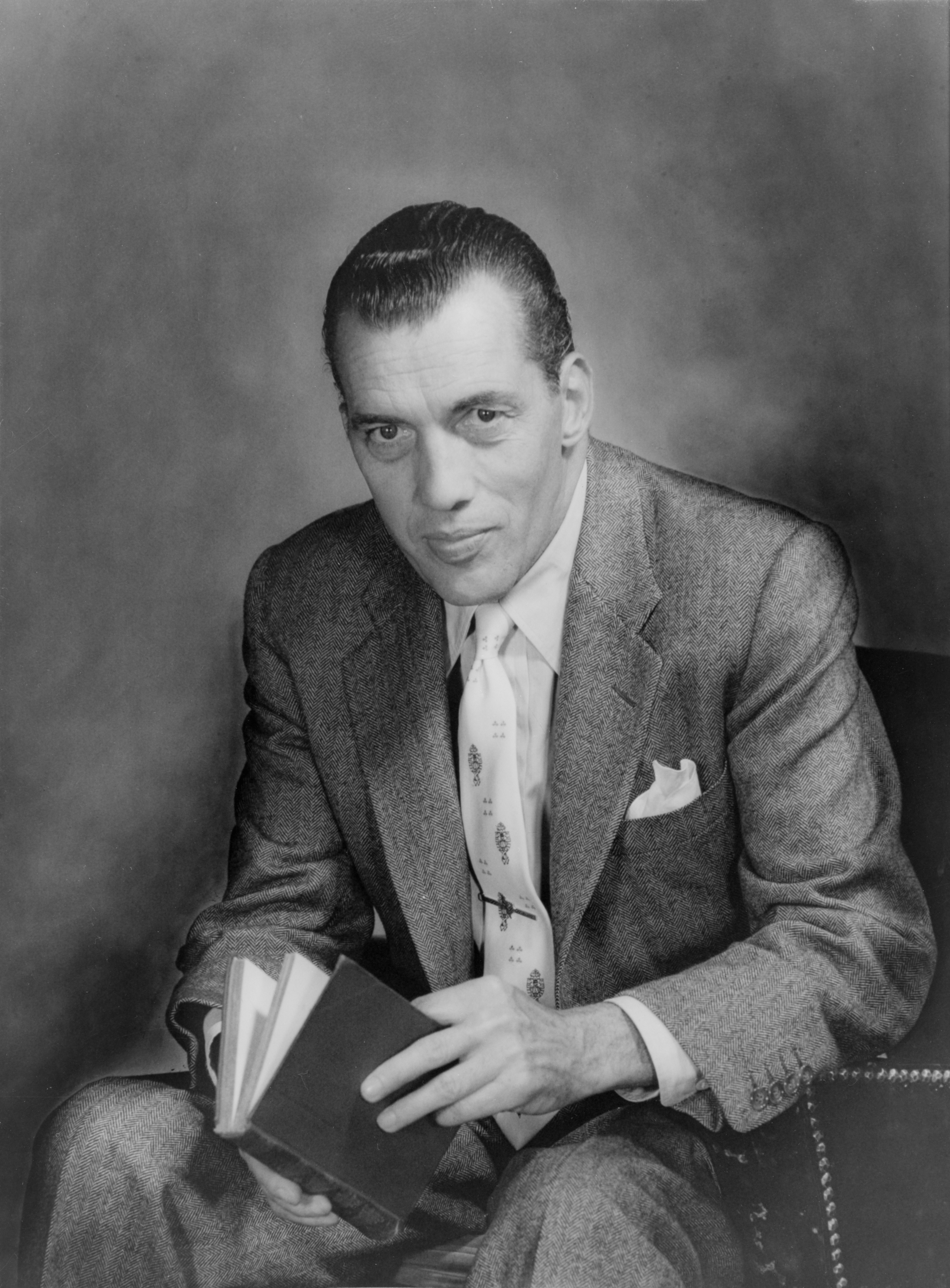
Ed Sullivan, 1955

- 28. September: Ed Sullivan, US-amerikanischer Entertainer, Moderator und Produzent († 1974)
- 30. September: Frits van Dongen, niederländischer Schauspieler († 1975)

### Oktober bis Dezember
- 02. Oktober: Alice Prin, französische Sängerin, Schauspielerin und Modell († 1953)
- 03. Oktober: Jean Grémillon, französischer Regisseur († 1959)
- 04. Oktober: Carroll Nye, US-amerikanischer Schauspieler († 1974)
- 05. Oktober: John Alton, US-amerikanischer Kameramann († 1996)
- 06. Oktober: Leslie Arliss, britischer Drehbuchautor und Regisseur († 1987)
- 06. Oktober: Wolfgang Langhoff, deutscher Schauspieler und Regisseur († 1966)
- 14. Oktober: Georges Lampin, französischer Filmregisseur, Drehbuchautor und Filmproduzent († 1979)
- 20. Oktober: Hans-Otto Borgmann, deutscher Komponist († 1977)
- 20. Oktober: Frank Churchill, US-amerikanischer Komponist († 1942)
- 23. Oktober: Arthur Jacobson, US-amerikanischer Regieassistent († 1993)
- 24. Oktober: Gilda Gray, US-amerikanische Tänzerin und Schauspielerin († 1959)
- 30. Oktober: Reginald Wyer, britischer Kameramann († 1970)

- 01. November: Fita Benkhoff, deutsche Schauspielerin († 1967)
- 02. November: James Dunn, US-amerikanischer Schauspieler († 1967)
- 03. November: André Malraux, französischer Drehbuchautor und Regisseur († 1976)
- 08. November: Emil Hasler, deutscher Szenenbildner († 1986)
- 09. November: Eduard Marks, deutscher Schauspieler und Schauspiellehrer († 1981)
- 09. November: Rudolf Reiff, deutscher Schauspieler († 1961)
- 11. November: Sam Spiegel, Produzent († 1985)
- 12. November: Maria Besendahl, deutscher Schauspieler († 1983)
- 12. November: Herbert Weissbach, deutscher Schauspieler († 1995)
- 17. November: Lee Strasberg, US-amerikanischer Schauspieler, Gründer des Actors Studio († 1982)
- 19. November: Berta Drews, deutsche Schauspielerin († 1987)
- 22. November: Lee Patrick, US-amerikanische Schauspielerin († 1982)
- 29. November: Mildred Harris, US-amerikanische Schriftstellerin († 1944)
- 30. November: Jacqueline Logan, US-amerikanische Schauspielerin († 1983)

- 01. Dezember: William H. Daniels, US-amerikanischer Kameramann († 1970)
- 05. Dezember: Walt Disney, Gründer der Disney-Studios († 1966)
- 07. Dezember: Annemarie Marks-Rocke, deutsche Schauspielerin und Schauspiellehrerin († 2004)
- 09. Dezember: Lawrence Edward Watkin, US-amerikanischer Schriftsteller und Drehbuchautor († 1981)
- 10. Dezember: Fritz Kirchhoff, deutscher Regisseur († 1953)
- 11. Dezember: Maria Koppenhöfer, deutsche Schauspielerin († 1948)
- 12. Dezember: Howard Koch, US-amerikanischer Drehbuchautor († 1995)

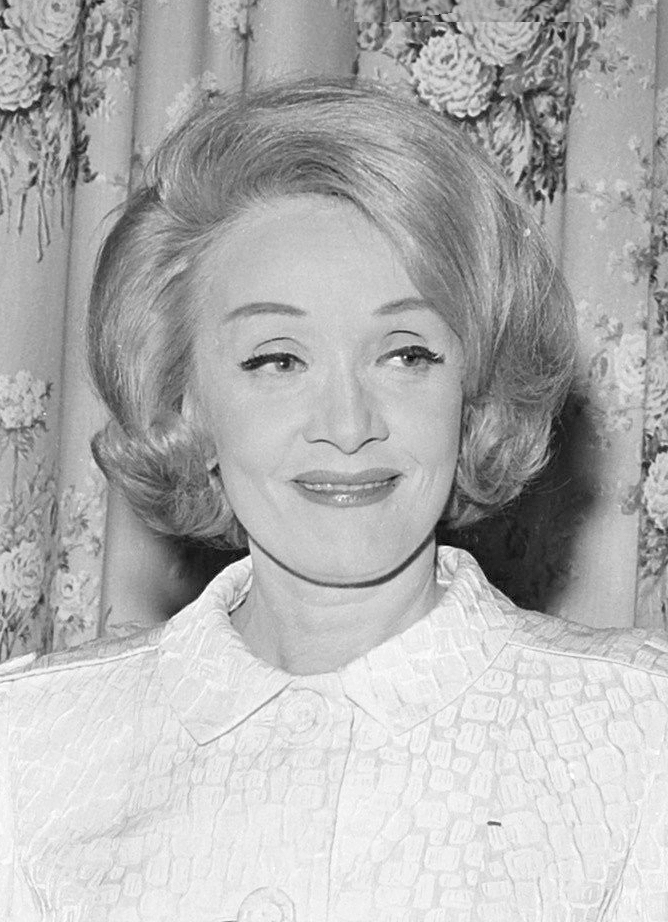
Marlene Dietrich (* 27. Dezember)

- 27. Dezember: Marlene Dietrich, deutsche Schauspielerin († 1992)